# Kinologija
Kinologíja (iz starogrškega: κύων, rod. κύνος, kyn, dob. »pes«; in λόγος, logos, dob. »veda, znanje«) je skupno ime za dejavnost ljudi, ki se ukvarjajo z vzrejo domačih psov oz. njihovih pasem, vzgojo in neformalnim preučevanjem vrste. Kinologija ni prepoznana kot ena od znanstvenih ved kljub imenu, ki je sestavljeno enako kot ime uveljavljenih ved. Pse znanstveno preučujejo zoologi, natančneje etologi, fiziologi, genetiki ali drugi, odvisno od cilja preučevanja, vendar se za njihovo dejavnost ne uporablja izraz kinologija.
Kinologi v posameznih državah se združujejo v nacionalne kinološke zveze, ki določajo standarde vzreje posameznih pasem in prirejajo pasje razstave, kjer od zveze potrjeni sodniki ocenjujejo pse. Na podlagi standardov izdajajo tudi vzrejna dovoljenja za rodovniške pse in spremljajo ustreznost pasje vzreje.